# George Hermann Hintzen
George Hermann Hintzen (Amsterdam, 6 januari 1851 - Rotterdam, 18 november 1932) was een zakenman, bankier en liberaal politicus.
George Hermann Hintzen was lid van de familie Hintzen en de jongste in een gezin van zeven kinderen van tabakskoopman Heinrich Christian Hintzen (1814-1853) en Johanna Quien (1817-1890). Na de lagere school in Amsterdam, ging hij naar de kostschool van Landholt in Vianen (1863-1866) en de hogere burgerschool in Amsterdam (1866-1868). Daarna werd hij bediende bij de tabaksfirma Wuste & Hintzen in Amsterdam, en liep hij stage bij handelskantoren in Londen en Le Havre. Van 1874 tot 1888 was hij koopman bij Philippi & Co. in Rotterdam. In 1888 trouwde hij met Theodora s'Jacob (1861-1941), lid van de familie s'Jacob, met wie hij een zoon en drie dochters zou krijgen.
Tussen 1888 en 1897 was Hintzen lid van de Tweede Kamer der Staten-Generaal, met een korte onderbreking in 1894. In de Kamer voerde hij zeer regelmatig het woord, vooral over zaken waar hij beroepsmatig een (handels)belang bij had, zoals de Indische begroting, diplomatieke zaken, sociale zaken, Rotterdam en de spoorwegen. Daarnaast richtte hij zich regelmatig op zaken die verband hielden met marine, oorlog, posterijen, belastingen en kiesrecht. Hij stelde zich over het algemeen liberaal op.
In 1897 werd hij benoemd tot wethouder van financiën van Rotterdam, wat hij tot 1903 zou blijven. Daarna werd hij firmant bij het bankiershuis R. Mees en Zoonen.
Naast zijn reguliere werkzaamheden had Hintzen diverse nevenfuncties. Zo richtte hij de Vereniging tot verbetering der armenzorg op, en zat deze tussen 1878 en 1920 voor en was hij voorzitter van de Raad van Beheer van de Koninklijke Pakketvaart Maatschappij. Ook was hij lid van de Staatscommissie-Pijnacker Hordijk inzake de werkliedenverzekering (1895-1898) en de Staatscommissie-Godin de Beaufort inzake de financiële toestand van de gemeenten (1903-1906). Tijdens zijn werkzame periode als bankier was hij lid van diverse raden van commissarissen.
In 1896 werd Hintzen als lid van de commissie ter voorbereiding van de faillissementswet benoemd tot Ridder in de Orde van de Nederlandse Leeuw, in 1900 werd hij als lid van de Nederlandse commissie voor de wereldtentoonstelling benoemd tot lid in het Legioen van Eer, in 1921 werd hij benoemd tot Commandeur in de Orde van Oranje-Nassau en bij zijn ontslag als voorzitter van de Commissie der diplomatieke examens tot Grootofficier in de Orde van Oranje-Nassau. In 1928 werd hem een eredoctoraat in de handelswetenschappen verleend door de Nederlandsche Handels-Hoogeschool.